# Кароси (дворянский род)
Кароси — дворянский род.
Фамилия вышедшая из Италии. Филипп Кароси в 1787 году пожалован от Князя Михаила Понятовского, Примаса Епископа Краковского и Князя Северского, грамотою на пользование правами и преимуществами дворянства и гражданства в Княжестве Северском. Таковое пожалование утверждено Сеймовым постановлением 1790 года, коим Дворяне Княжества Северского сравнены в правах и обязанностях с Дворянами Королевства Польского.

## Описание герба
Щит напол разделенный; в правой его части напол-пересеченной, в верхнем черном поле выходящий лев красный, вправо; в нижнем же три золотые пояса, расположенные вперемешку с голубыми; в левой голубой части щита красно-золотая перевязь, от средины влево. В навершии шлема красный выходящий лев, вправо. Герб Кароси (Кароцци) внесен в Часть 1 Гербовника дворянских родов Царства Польского, стр. 115.

## Представители фамилии
- Кароси, Иоганн Филипп (1744–1801) — польский минералог и геолог итальянского происхождения.